# Serrat del Pollancre
El Serrat del Pollancre és un serrat del terme municipal de Bigues i Riells, al Vallès Oriental. Separa les dues unitats del territori municipal: la del poble de Riells del Fai i la del de Bigues. A més, en el seu extrem nord-est toca el terme municipal de l'Ametlla del Vallès. És a l'extrem nord-oest del terme de Bigues i Riells; és el contrafort sud-occidental del Puiggraciós. A mig serrat hi ha la masia del Pollancre.